# Societatea Ortodoxă Națională a Femeilor Române
Societatea Ortodoxă Națională a Femeilor Române (SONFR) était une organisation roumaine pour les droits des femmes, fondée en 1910. C'était l'une des trois plus grandes organisations de défense des droits des femmes en Roumanie, aux côtés de la Liga Drepturile si Datoriile Femeii et de la Liga Femeilor Române. C'était une organisation pour les femmes conservatrices.

## Sources et références
1. ↑  (ro) Din istoria societatii ortodoxe nationale femeilor romane, 2016, 11 p. (lire en ligne)

- L'Encyclopédie d'Oxford des femmes dans l'histoire du monde, Volym 1